# Jadotia adlbaueri
Jadotia adlbaueri är en skalbaggsart som beskrevs av Meunier 2008. Jadotia adlbaueri ingår i släktet Jadotia och familjen långhorningar. Inga underarter finns listade i Catalogue of Life.